# アドルフ・サックス

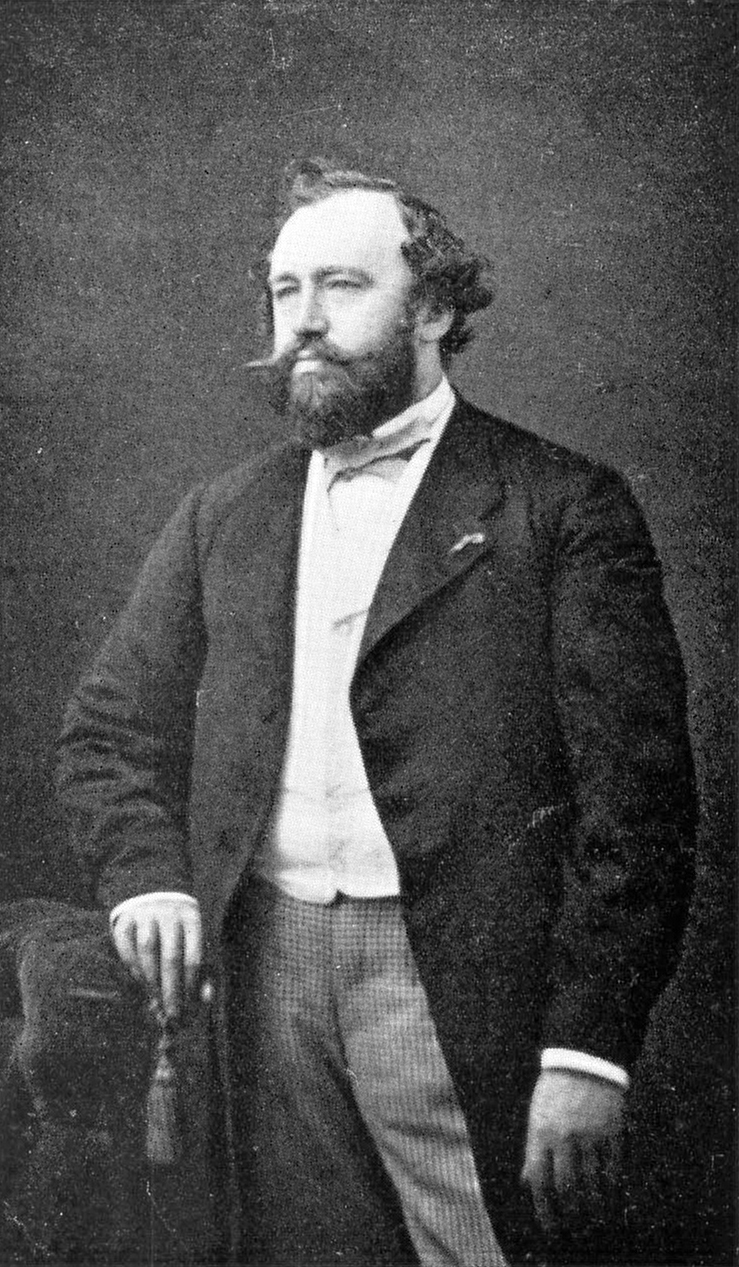
アドルフ・サックス

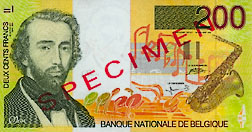
2002年まで用いられていた200ベルギー・フランの肖像

アントワーヌ・ジョゼフ・アドルフ・サックス（Antoine Joseph Adolphe Sax, 1814年11月6日 - 1894年2月4日）は、ベルギーの楽器製作者。サクソフォーンやサクソルンなどの管楽器を考案し、制作したことで知られる。
かつてベルギーで発行されていた200フラン紙幣に肖像が使用されていた。

## 人物・来歴
アドルフ・サックスは、1814年にベルギーのディナンで生まれた。父シャルル＝ジョセフもまた楽器製作者であり、ホルンの設計に功績を残している。アドルフ自身も早い時期から楽器製作に取り組み、15歳の時には、コンペティションにフルートとクラリネットを出展し、入賞を果たしている。
ブリュッセルで楽器製作を学んだ後、本格的に楽器の製作に取り組み始めた。20歳の時には、バスクラリネットの設計で特許を取得した。
1841年には永住の地となるパリに移住し、バルブ機構付きの金管楽器の開発で名を知られるようになった。1844年には、後にサクソルンとして知られるようになる、キー付きのビューグルを展覧会に出展した。この楽器それ自体はサックスの発明によるものではなかったが、彼のライバルたちによるものよりも優れたものだった。このサクソルンには7種類の管があり、ユーフォニアムとよく似た外見を持っており、後にはフリューゲルホルンの発明に道を開くものだった。サックスはまた、1845年にサクソトロンバという金管楽器も発明したが、こちらはごく短命に終わった。
この1840年代には、後世にサックスの名を最もよく知らしめることになるサクソフォーンの発明も行なわれている。サクソフォーンの基となる発明の特許は1838年に取得されていたが、楽器についての特許が取得されたのは1846年のことであり、その頃にはソプラノ・サクソフォーンからバス・サクソフォーンまでの、今日に連なるサクソフォーン属が開発されていた。
サックスは、生涯を通じて楽器製作とパリ音楽院でのサクソフォーン教育に携わった。しかし、彼のライバルの楽器製作業者たちは、サックスの持つ特許の正当性に繰り返し攻撃を加え、サックスと彼の会社に対して長期にわたる訴訟を仕掛けてきたために、2度（1856年および1873年）にわたって破産の憂き目に会うことになった。長きにわたる法廷闘争はサックスの健康を損ね、1853年と1858年の2度にわたって癌のために入院を余儀なくされた。ちなみに数十年経た後、パリ音楽院教授職の後任にマルセル・ミュールが就任し、サクソフォーンの地位は飛躍的に向上する事となる。
1894年、パリにて死去。79歳没。モンマルトル墓地に埋葬された。
1936年12月15日に、ベルギーの天文学者ウジェーヌ・デルポルトが発見した小惑星番号3534の小惑星は、彼の業績を称えてサックス (Sax) と命名された。

## 文献
- Malou Haine, 1980, Adolphe Sax, Editions Université Bruxelles: Bruxelles.
- Jean-Pierre Thiollet, 2004, Sax, Mule & Co, H & D: Paris ISBN 2914266030